# Folklorni festival Võru
Folklorni festival Võru (estonsko Võru folkloorifestival) je mednarodni festival, ki se osredotoča na folklorne dejavnosti in vsako leto poteka v Võru v Estoniji. Je najstarejši in največji letni ljudski festival v Estoniji.
Prvi festival je potekal leta 1995.
Vsako leto festival obišče približno 10.000 ljudi.
Festival spada v koledar Mednarodnega sveta organizacij za folklorne festivale in ljudske umetnosti, kar postavlja na imenitno raven.